# Hilara nearctica
Hilara nearctica är en tvåvingeart som beskrevs av Shewell 1955. Hilara nearctica ingår i släktet Hilara och familjen dansflugor.
Artens utbredningsområde är Northwest Territories, Kanada. Inga underarter finns listade i Catalogue of Life.